# 드림 체이서
드림 체이서(Dream Chaser)는 시에라 네바다에서 개발 중인 미국의 RLV 리프팅 바디 우주선이다. 유인 드림 체이서는 안전성을 고려해 국제 우주정거장에 보낼 화물용 드림 체이서가 먼저 사용된 후에 생산된다. 승무원용 우주선은 7명을 태울 수 있고 지구 저궤도를 돌 수 있다.
화물용 드림 체이서는 국제 우주정거장에 가압 및 비가압 화물을 공급하도록 설계되었다. 벌컨 로켓에서 수직으로 발사하고 기존 활주로에 수평으로 자동 착륙한다. ESA에서는 아리안 5에서 발사된다.

## 우주선

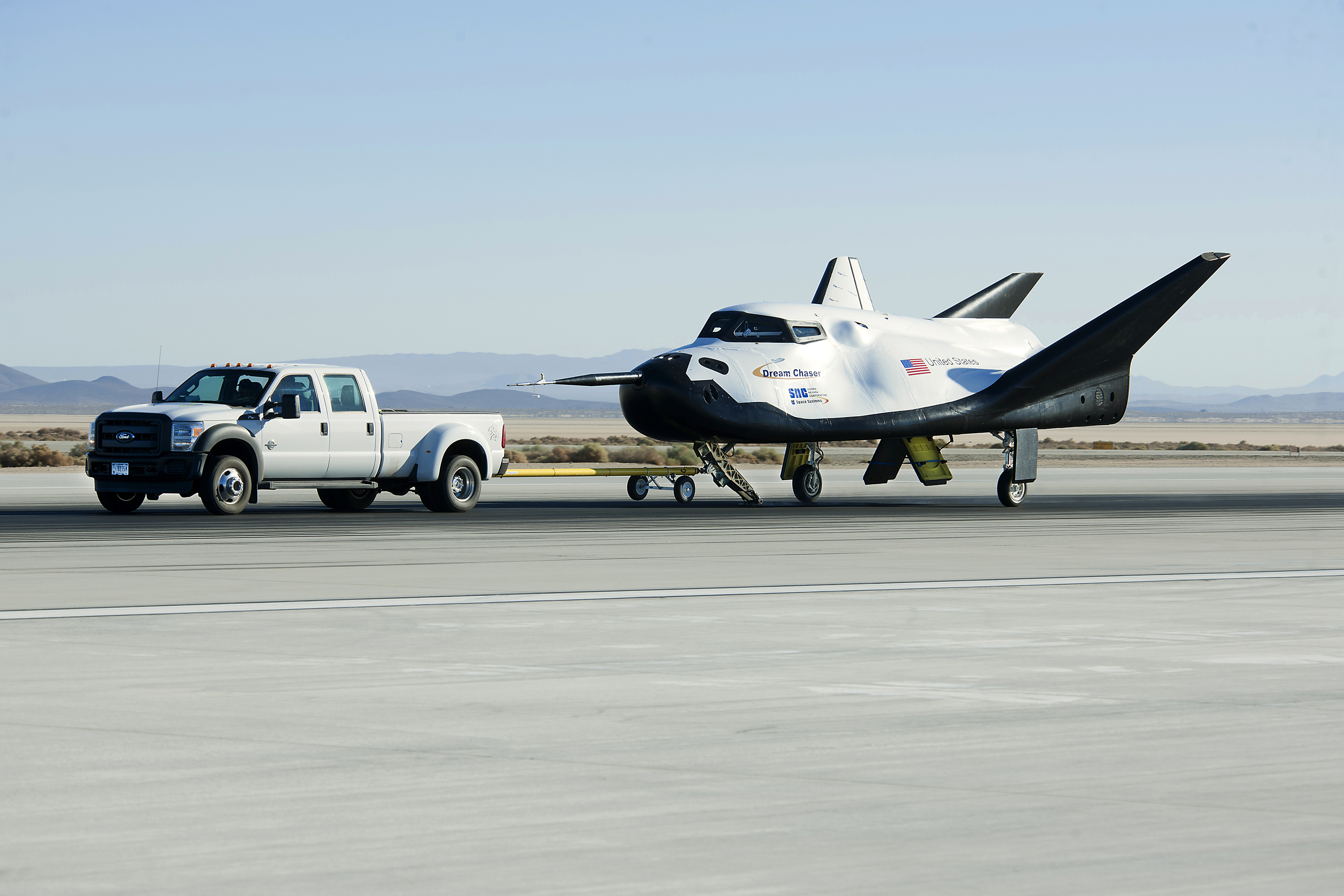
드림 체이서를 실험하는 모습

드림 체이서의 디자인은 NASA의 HL-20 우주선에서 파생되었다.  X-20, 노스롭 M2-F2, 노스롭 M2-F3, 노스롭 HL-10, 마틴 X-24A 및 X-24B, 및 마틴 X-23 PRIME에도 영향을 받았다.

## 프로그램 역사
드림 체이서라는 이름은 이전에 두 개의 개별 우주선 개념에 사용되었다. 첫 번째는 HL-20을 기반으로 한 궤도 차량으로 계획되었으며, 두 번째는 Benson Space Company에서 우주 관광을 목적으로 제안한 하위 궤도 차량, 이렇게 두 개의 우주선에서 이 이름이 사용되었다.
드림 체이서는 2004년 9월 20일에 공개적으로 발표되었다. 2007년 4월 SpaceDeb는 드림 체이서의 발사체로 아틀라스 V 부스터 로켓을 사용할 가능성을 추구하기 위해 ULA와 제휴했다고 발표하였다. 2007년 6월 SpaceDev는 NASA와 우주법 협정을 체결했다.
2008년 10월 21일, 드림 체이서는 시에라 네바다에 3,800만 달러로 인수되었다.

### CCDev 1단계
2010년 2월 1일 시에라 네바다는 드림 체이서 개발을 위한 NASA의 상업 승무원 수송 프로그램에 따라 2천만 달러의 금액을 받았다. SNC는 하이브리드 로켓 테스트 화재 및 예비 구조 설계를 포함하여 4개의 계획된 이정표를 정시에 완료하였다. 드림 체이서 테스트에는 NASA Dryden Flight Research Center에서 15% 확장 버전의 낙하 테스트가 포함되었다.

### CCDev 2 단계
Sierra Nevada는 CCDev 단계를 위해 Dream Chaser를 제안했다. 2010년 10월 NASA의 권유로 예상 프로젝트 비용이 10억 달러 미만이다. 2011년 4월 18일 NASA는 Dream Chaser를 위해 Sierra Nevada Corporation에 8천만 달러를 수여했다. 그 이후로 우주법 협정에 따라 거의 12개의 추가 이정표가 완성되었다. 이러한 이정표 중 일부에는 개선된 익형 핀 모양 테스트, 통합된 비행 소프트웨어 및 하드웨어, 랜딩 기어, 본격적인 비행 비행 테스트 및 SRR (시스템 요구 사항 검토)가 포함되었다.
2012년 2월까지 Sierra Nevada Corporation은 최초의 Dream Chaser 비행 테스트 차량의 기본 구조의 조립 및 인도를 완료했다고 발표했다. 이를 통해 SNC는 그 시점까지 예정된 11개의 CCDev 이정표를 모두 완료했다. SNC는 보도 자료에서 "시간과 예산에"라고 밝혔다.
2012년 5월 29일 Dream Chaser Engineering Test Article (ETA)은 공기 역학적 특성을 더 잘 결정하기 위해 포획 캐리 테스트에서 Erickson Skycrane 헬리콥터에 의해 해제된다. 2013년 5월, ETA는 일련의 지상 테스트와 공기 역학적 비행 테스트를 위해 캘리포니아의 Dryden Flight Research Center 로 배송되었다. 2013년 8월 22일 두 번째 포로 비행 테스트가 완료되었다.
2012년 6월 12일, SNC는 Dream Chaser의 설계 및 개발에서 NASA Langley 파트너로 5주년을 맞이했다. NASA / SNC 팀은 Dream Chaser의 공기 역학 및 공기열 분석은 물론 안내, 내비게이션 및 제어 시스템을 연구했다. ULA와 함께 NASA / SNC 팀은 Dream Chaser 및 Atlas V 스택에서 뷔페 테스트를 수행했다.
2012년 7월 11일 SNC는 드림 체이서의 기수 랜딩 기어 테스트를 성공적으로 완료했다고 발표했다. 이 이정표는 시뮬레이션 된 접근 및 착륙 테스트하는 동안 착륙 장치에 대한 영향과 미래 궤도 비행의 영향을 평가했다. 메인 랜딩 기어는 2012년 2월에 비슷한 방식으로 테스트 되었다. 노즈 기어 착륙 테스트는 2012년 후반에 예정된 자유 비행 접근 및 착륙 테스트 전에 완료해야 할 마지막 이정표였다. 2012년 8월 SNC는 CCiCap 마일스톤 1 또는 '프로그램 구현 계획 검토'를 완료했다. 여기에는 CCiCap 자금 지원 기간 동안 설계, 개발, 테스트 및 평가 활동을 구현하기 위한 계획 수립이 포함되었다. 2012년 10월까지 "통합 시스템 기준 검토" 또는 CCiCap Milestone 2가 완료되었다. 이 검토는 Dream Chaser Space System의 성숙도와 Atlas V 발사체, 임무 시스템 및 지상 시스템의 통합 및 지원을 보여주었다.

### CCiCap
2012년 8월 3일 NASA는 CCiCap ( Commercial Crew Integrated Capability ) 프로그램에 따라 Dream Chaser 작업을 계속하기 위해 Sierra Nevada Corporation에 2억 1,250 만 달러의 상을 발표했다. 2013년 1월 30일 SNC는 Lockheed Martin과 새로운 파트너십을 발표했다. 이 계약에 따라 SNC는 록히드 마틴에게 1,000만 달러를 지불하여 루이지애나주 뉴올리언스에 있는 Michoud 시설에 두 번째 기체를 구축할 예정이다. 이 두 번째 기체는 첫 번째 궤도 테스트 차량이 될 예정이며 궤도 비행 테스트는 향후 2년 이내에 시작될 예정이다.
2013년 1월, 시에라 네바다는 2013년 3월 캘리포니아주 에드워즈 공군 기지에서 드림 체이서의 두 번째 포로 캐리 및 첫 번째 무동력 낙하 테스트를 실시 할 것이라고 발표했다. 우주 비행기 방출은 12,000 피트 (3,700 m)에서 발생한다. 고도에 따라 자율 로봇 착륙 이 이어진다.
2013년 3월 13일 NASA는 전 우주 왕복선 사령관 Lee Archambault 가 SNC에 합류하기 위해 기관을 떠난다고 발표했다. 전직 전투 조종사이자 아틀란티스와 디스커버리를 비행 한 15년 동안 NASA 베테랑이었던 Archambault는 시스템 엔지니어와 테스트 조종사로서 Dream Chaser 프로그램에서 일할 것이다.
2013년 10월 26일 첫 번째 자유 비행이 발생했다. 테스트 차량은 헬리콥터에서 풀려 1분도 채 되지 않아 정확한 비행경로를 따라 착륙했다. 착륙 직전에 왼쪽 주 착륙 장치가 전개되지 않아 충돌 착륙이 발생했다. 차량은 먼지구름 속에서 활주로에서 미끄러졌지만, 승무원 구획이 손상되지 않고 내부의 모든 시스템이 정상 작동하는 상태로 똑바로 세워져 있는 것으로 확인되었다.
2014년 1월 SNC는 2016년 11월 로봇으로 제어되는 궤도 테스트 비행에서 최초의 궤도 테스트 차량을 비행하는 발사 계약을 체결했다고 발표했다.

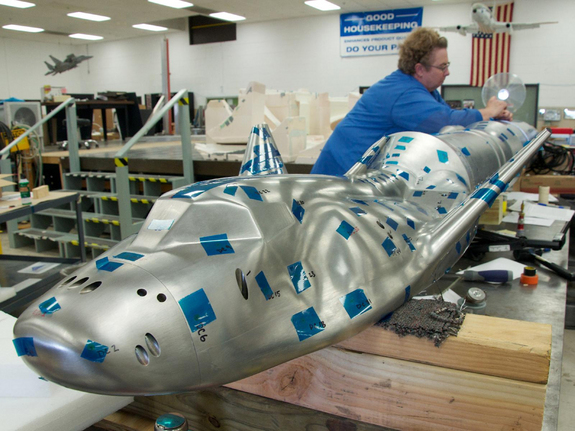
NASA Langley에서 테스트중인 Dream Chaser 모델.

2014년 초 시에라 네바다는 CCiCAP Milestone 8의 일부로 풍동 테스트를 완료했다. 풍동 테스트에는 궤도 상승 및 재진입 중에 차량이 경험하게 될 비행 역학 특성 분석이 포함되었다. Dream Chaser Atlas V 통합 발사 시스템에 대한 풍동 테스트도 완료되었다. 이 테스트는 캘리포니아 Moffett Field의 NASA Ames Research Center, 뉴욕의 CALSPAN Transonic Wind Tunnel, 버지니아주 Hampton의 NASA Langley Research Center Unitary Plan Wind Tunnel에서 완료되었다.
2014년 8월 1일, 첫 번째 완성 된 궤도 비행 테스트 문서 (FTA) 복합 기체가 록히드 마틴 시설에서 공개되었다.

### CCtCap
2014년 9월 16일 NASA는 Commercial Crew Program의 다음 단계에서 Dream Chaser를 선택하지 않았다. 이는 2009년 이후 모든 단계에서 이전의 Commercial Crew Development 상을 받았음에도 불구하고 성숙도 부족으로 인해 발생했다.
9월 26일 시에라 네바다는 미국 정부 책임 사무소 (GAO)에 항의를 제기했다. 2014년 10월 22일, 연방 판사는 보잉과 스페이스X에 대한 계약이 유효하다고 판결하여 NASA가 진행할 수 있도록 했다.
2014년 9월 29일 시에라 네바다는 글로벌 고객에게 저궤도에 대한 맞춤형 액세스를 제공하는 "Dream Chaser 글로벌 프로젝트"를 도입했다.
SNC는 민간 회사를 통해 승무원을 궤도로 파견하려는 노력의 NASA의 CCtCap (Commercial Crew Transportation Capability) 단계에서 계속 전진하도록 선택되지 않았음에도 불구하고 CCP의 초기 단계에서 할당된 이정표를 완료했다. 2014년 12월 2일 SNC는 Dream Chaser 우주 시스템의 추진 위험 감소와 관련된 NASA의 CCiCap Milestone 5a를 완료했다고 발표했다.
12월 말, "고위 기관 관리"(기관의 최고 인간 탐사 담당자이자 최종 결정을 내린 사람인 William Gerstenmaier )는 "보잉의 제안을 이전 기관 패널보다 더 높은 순위로 지정했습니다"라는 세부 사항이 드러났다. 조달 전문가. " 보다 구체적으로, Sierra Nevada는 GAO에 제출한 서류에서 Gerstenmaier가 "점수 기준을 일방적으로 변경함으로써 자신의 권위를 넘어섰을 것"이라고 주장했다.
2015년 1월 5일 GAO는 시에라 네바다의 CCtCap 챌린지를 거부하면서 NASA가 차량 개발을 위해 Boeing에 42억 달러와 SpaceX 26억 달러를 지급하기로 했을때 적절한 결정을 내렸다고 말했다. GAO의 부 변호사인 Ralph White는 NASA가 "보잉의 높은 가격을 인정했지만, 보잉의 제안이 기술적 접근 방식, 관리 접근 방식 및 과거 성과 측면에서 가장 강력한 것으로 간주하고 승무원 운송 시스템에 대부분의 효용과 정부에 대한 최고의 가치. " 더욱이 에이전시는 SNC의 제안에서 "몇 가지 유리한 기능"을 발견했지만, 궁극적으로 SpaceX의 낮은 가격이 더 나은 가치를 만들었다고 결론지었다.

### CRS-2 선택
2014년 12월 Sierra Nevada는 CRS-2 고려를 위해 Dream Chaser를 제안했다. 2016년 1월 NASA는 Dream Chaser가 CRS-2 계약 중 하나를 수주했으며 ISS에 최소 6개의 재보급 임무를 구매하기로 약속했다고 발표했다. 화물 우주선은 기존 CRS-1 계약 보유자 SpaceX 및 Northrop Grumman Innovation Systems의 우주선과 함께 비행한다.
2015년 10월, 대기 비행 테스트의 다음 단계를 위해 ETA (Engineering Test Article)에 열 보호 시스템이 설치되었다. FTA (Flight Test Article)의 궤도 캐빈 어셈블리도 계약자인 Lockheed Martin에 의해 완료되었다.
2015년에 ETA는 Eagle이라는 이름을 부여받았으며 FTA는 Ascension으로 변경되기 전에 원래 Ascalon으로 이름이 지정되었다.
2017년 11월 11일 Dream Chaser ETA가 고도 3,700m에서 출시되어 Edwards AFB에 성공적으로 착륙했다.
2019년 8월 기준, the first ISS flight of the Dream Chaser Demo-1 was planned for 2021 (but it is now planned for 2022). On March 2019, completion of NASA's Integrated Review Milestone 5 (IR5) confirmed that development was still on schedule. However, on November 17, 2020, SNC announced that the first flight of Dream Chaser would be delayed to 2022.

## 드림 체이서 글로벌 프로젝트
2013년 12월 독일 항공 우주 센터 (DLR) 는 유럽이 드림 체이서 승무원 우주선 기술을 활용할 수 있는 방법을 조사하기 위한 자금 지원 연구를 발표했다. DC4EU (Dream Chaser for European Utilization)라는 이름 의이 프로젝트는 특히 ISS가 도달할 수 있는 것보다 훨씬 더 높은 고도의 궤도에서 ISS와 관련이 없는 임무에서 승무원과 화물을 ISS로 보내는 데 사용하는 방법을 연구한다.
2014년 1월 유럽 우주국 (ESA)은 DC4EU 프로젝트의 파트너가 되기로 동의했으며 Dream Chaser가 ESA 항공 전자 공학 및 도킹 메커니즘을 사용할 수 있는지도 조사할 것이다. ESA는 또한 "Europeanized"Dream Chaser의 발사 옵션을 연구할 예정이다. 특히 기아나 우주 센터에서 발사 할 수 있는지, Ariane 5의 대형 공기 역학적 화물 페어링 내에서 발사 할 수 있는지, 아니면 Atlas V과 같이 발사할 수 없는지를 연구할 것이다. 페어링에 맞추려면 Dream Chaser의 날개 길이를 약간 줄여야 하는데, 이는 페어링 없이 비행을 위해 Ariane과 함께를 평가하고 증명하기 위해 전체 공기 역학적 테스트 프로그램을 거치는 것보다 쉬울 것으로 생각된다. Ariane 5 발사체는 1980년대와 1990년대에 제안되었지만, 취소된 ESA 승무원 차량인 에르메스을 발사하기 위해 처음부터 승무원 등급을 지정하도록 설계되었다.
2014년 1월 말, 드림 체이서 궤도 테스트 차량이 2016년 11월 케네디 우주 센터에서 Atlas V 로켓을 사용하여 최초의 궤도 테스트 비행 에 착수하기로 계약했다고 발표되었다. 이것은 개인적으로 마련한 상업 계약이며 시에라 네바다에서 직접 자금을 지원하며 기존 NASA 계약의 일부가 아니다.
2014년 9월 SNC는 글로벌 파트너와 함께 드림 체이서를 다양한 프로그램의 궤도 접근을 위한 기본 우주선으로 사용하여 필요에 따라 우주선을 전문화 할 것이라고 발표했다.
2014년 11월 5일 SNC의 우주 시스템 팀은 공용 공항에 드림 체이서 우주선을 착륙시키는 것과 관련된 도전과 기회를 공개적으로 발표했다. Dream Chaser는 특별한 취급이 필요없는 표준 착륙 보조 장치와 무독성 추진제를 사용한다.

### 유럽 활용을 위한 드림 체이서
2015년 2월 3일, 독일의 Sierra Nevada Corporation (SNC) Space Systems 및 OHB System AG (OHB)는 최초의 유럽 활용을 위한 Dream Chaser (DC4EU) 연구 완료를 발표했다.
이 연구는 Dream Chaser가 광범위한 우주 응용 분야에 적합하며 우주에 대한 유럽의 관심을 발전시키는 데 사용될 수 있음을 발견했다. 협력은 추가 2년 동안 2015년 4월에 갱신되었다.

### 연합 국가
유엔 우주사무국 (UNOOSA)은 첫 번째 우주 발사를 위해화물 드림 체이서를 선택했다. 이 발사는 자체 우주 프로그램이없는 유엔 회원국에 우주 접근을 제공하기 위해 자유 비행에서 최소 2 주 동안 지속될 예정이다. 제안 된 임무는 최대 35 개의 탑재 물을 운반하며 2024년에 시작될 것이다.

## 차량 목록
| 영상 | 영상 | 연속물 | 이름 | 상태 | 항공편 | 비행 시간                                                 | 노트 | 고양이. |
| ---- | ---- | ------ | --- | ---- | ------ | --------------------------------------------------------- | ---- | ------- |
|      |      | ETA    | style="background:#c5d2ea; color:black; vertical-align:middle; text-align:center; " class="table-draw" \|Retired                        | 1    |        | 엔지니어링 테스트 문서 (ETA). 대기 낙하 테스트.           |      |         |
|      |      | FTA    | style="background: #DFF; color:black; vertical-align: middle; text-align: center; " class="included table-included"\|Unknown            | 0    | None   | 비행 테스트 문서 (FTA)                                    |      |         |
|      |      | 01     | style="background: #90ff90; color: black; vertical-align: middle; text-align: center; " class="table-yes"\|Active                       | 0    | None   | SNC 데모 -1 임무에서 비행할 우주선.                       |      |         |
|      |      | 02     | style="background: #DFF; color:black; vertical-align: middle; text-align: center; " class="included table-included"\|Under construction | 0    | None   | NASA OIG 보고서에 대한 응답으로 Sierra Nevada는 모호하다. |      |         |

| Test vehicle Spaceflight vehicle |

### NASA 총감독 실의 2018년 보고서 발췌
“2017년 6월 Sierra Nevada를 방문했을 때 회사 관계자는 두 번째 Dream Chaser를 만들 계획이 없다고 말했습니다 (OIG Staff Auditors). 2017년 8월, ISS 프로그램 관계자는 Sierra Nevada가 2021년까지 완공 될 두 번째 Dream Chaser 건설을 고려하고 있지만 2017년 10월 현재 결정된 사항은 없다고 말했다. 고장이 발생하는 경우 시에라 네바다 관계자는 2017년 6월에 NASA에 추가 비용없이 예비 부품으로 두 번째 우주선을 만들 수 있다고 말했다.
우리의 판단에 따르면 (OIG 감사 직원) Sierra Nevada가 2024년까지 6 개의 임무에 대한 CRS-2화물 배송 요구 사항을 충족하기 위해 제때 발사 실패 후 또 다른 Dream Chaser를 구축 할 가능성은 매우 낮다. 또한 모든 문제가 해결 될 때까지 회사가 유일한 우주선을 발사 할 수 없기 때문에 비행 중 이상이 향후 Sierra Nevada화물 임무에 악영향을 미칠 수 있다.”

## 임무
| #  | 사명                | 유효 탑재량                                                  | 다른 | 출시일 | 로켓           | 탑재 하중 질량 | 결과 | Ref. |
| -- | ------------------- | ------------------------------------------------------------ | ---- | ------ | -------------- | -------------- | ---- | ---- |
| 0  | Dream Chaser Demo-1 | Dream Chaser Demo-1 </br> SNC 시범 비행 </br> 끈기           | NA   | 2022년 | Vulcan Centaur | 미정           | 미정 |      |
| 0  | Dream Chaser Demo-1 | 두 번째 Vulcan 발사, Dream Chaser가 ISS 로의 첫 비행 (시연). |      |        |                |                |      |      |
| 1  | 드림 체이서 1       | 시에라 네바다 CRS-2 비행 1                                   |      | 미정   | 벌컨           | 미정           | 미정 |      |
| 2  | 드림 체이서 2       | 시에라 네바다 CRS-2 비행 2                                   |      | 미정   | 벌컨           | 미정           | 미정 |      |
| 삼 | 드림 체이서 3       | 시에라 네바다 CRS-2 비행 3                                   |      | 미정   | 벌컨           | 미정           | 미정 |      |

## 같이 보기
- RLV-TD
- 보잉 X-37

기타 ISS화물 차량 :
- ATV
- 시그너스 (우주선)
- 드래곤 2호
- 우주정거장 보급기
- 프로그래스

기타 ISS 승무원 차량 :
- CST-100
- 소유스 (우주선)